# 平野力三
平野力三（日語：平野 力三/ひらの りきぞう，1898年11月5日—1981年12月17日），日本的政治家，是反资本主义、反共主義农民运动的领袖，国家社会主义，曾担任片山哲时期的农林水产大臣。